# Encarsia obtusiclava
Encarsia obtusiclava är en stekelart som beskrevs av Hayat 1989. Encarsia obtusiclava ingår i släktet Encarsia och familjen växtlussteklar. Inga underarter finns listade i Catalogue of Life.